# Epimecis amplaria
Epimecis amplaria är en fjärilsart som beskrevs av Walker 1860. Epimecis amplaria ingår i släktet Epimecis och familjen mätare. Inga underarter finns listade i Catalogue of Life.